# Forte de São Filipe (Paraíba)
O Forte de São Filipe  localizava-se na margem esquerda do rio Paraíba do Norte, em Forte Velho, localidade em frente à então Ilha da Conceição (atual ilha da Restinga), no litoral do estado da Paraíba, no Brasil.

## História
À época da Dinastia Filipina em Portugal, esta fortificação foi erguida no contexto da expedição do Almirante espanhol D. Diogo Flores de Valdés e do Capitão-mor da Capitania da Paraíba, Frutuoso Barbosa, para repressão dos corsários franceses e seus aliados indígenas no litoral da região.
A construção do forte ficou a cargo do Capitão espanhol Francisco de Castrejón, seu primeiro comandante, que o deu por concluído em 1 de maio de 1584. Guarnecido com uma companhia de 110 soldados espanhóis do Regimento de Cavalaria de Olinda, foi denominado Forte de São Filipe, em homenagem ao rei de Portugal D. Filipe I (1580-1598) e ao Santo do dia (GARRIDO, 1940:60; Forte de São Filipe e Santiago cf. Frei Vicente do Salvador, História do Brasil, p. 113).
Face aos desentendimentos entre Frutuoso Barbosa e Castrejón, os índígenas Potiguaras, reforçados pelos Tupiniquins, cercaram a praça ainda em fins de 1584, que foi socorrida por uma expedição preparada pelo Ouvidor-mor da Capitania de Pernambuco, Martim Leitão, no início do ano seguinte.
Diante da ameaça de novos ataques indígenas e da contínua atividade de corsários franceses naquele litoral, sentindo-se desamparado, Castrejón fez evacuar o forte, cujas instalações fez incendiar, em 5 de junho de 1585, fazendo ainda quebrar o sino, e lançar a artilharia ao mar (BARRETTO, 1958:112-113). Castrejón dirigiu-se para Olinda, e a guarnição do forte se retirou para a fortificação de Itamaracá em Pernambuco.
Este forte foi sucedido, no final desse mesmo ano, pelo Forte de Nossa Senhora das Neves.